# Championnat d'Union soviétique de football 1983
Navigation
Saison 1982 Saison 1984
La saison 1983 de Vyschaïa Liga est la 46e édition du championnat d'URSS de football.
Lors de cette saison, le Dynamo Minsk va tenter de conserver son titre de champion d'URSS face aux 17 meilleurs clubs soviétiques lors d'une série de matchs aller-retour se déroulant sur toute l'année. 
Trois places sont qualificatives pour les compétitions européennes, la quatrième place étant celle du vainqueur de la Coupe d'URSS 1983-1984.

## Qualifications en Coupe d'Europe
À l'issue de la saison, le champion participera à la Coupe des clubs champions 1984-1985.
Le vainqueur de la Coupe d'URSS 1984 participera à la Coupe des coupes 1984-1985, si ce club est le champion, alors le finaliste de la coupe le remplacera.
Les deux places pour la Coupe UEFA 1984-1985 sont attribuées aux deuxième et troisième du championnat si ceux-ci ne sont pas les vainqueurs de la coupe, si c'est effectivement le cas la place reviendra au quatrième.

## Clubs participants

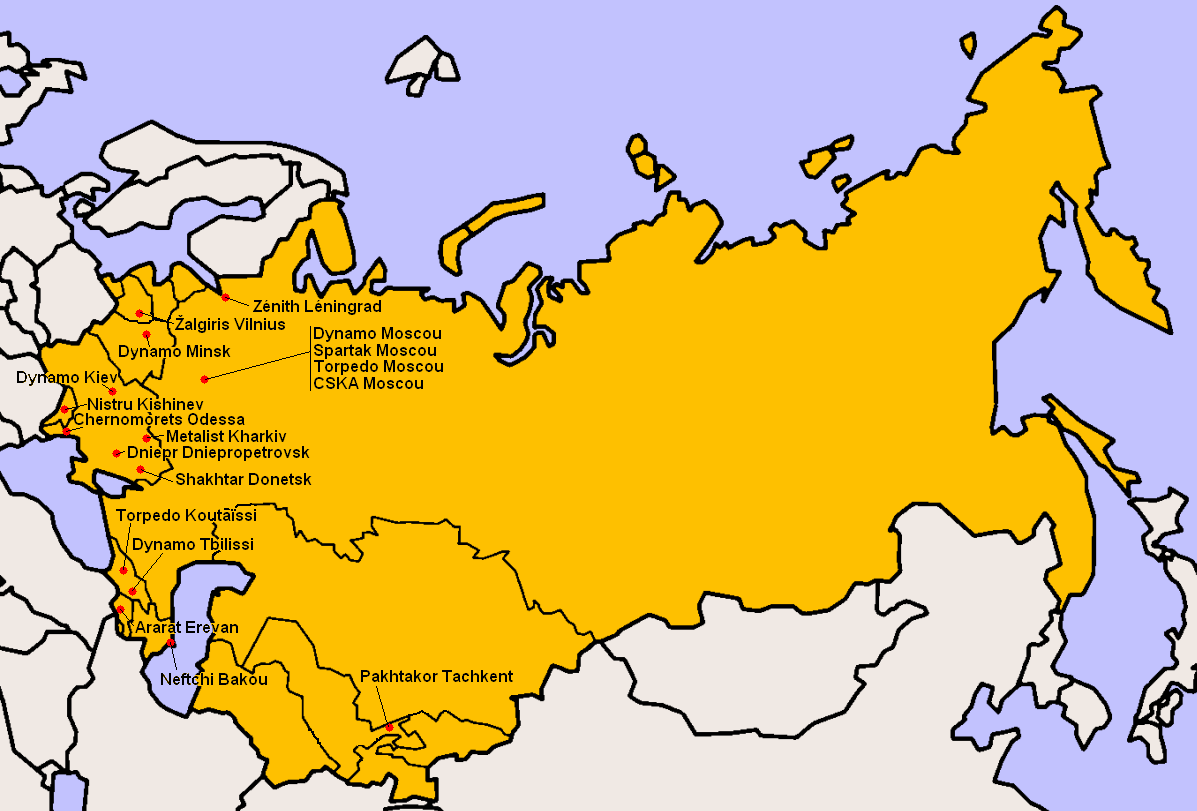
Localisation des clubs engagés dans le championnat.

Légende des couleurs
- Premier tour de la Coupe des clubs champions 1983-1984
- Premier tour de la Coupe des coupes 1983-1984
- Premier tour de la Coupe UEFA 1983-1984
- Promu de deuxième division

| Club                   | Présent depuis | Classement 1982 | Entraîneur                 | Stade                 | Capacité |
| ---------------------- | -------------- | --------------- | -------------------------- | --------------------- | -------- |
| Dinamo Minsk           | 1979           | 1er             | Beniamin Arzamastsev (ru)  | Stade Dinamo          | 41 100   |
| Dynamo Kiev            | 1936           | 2e              | Iouri Morozov              | Stade républicain     | 83 450   |
| Spartak Moscou         | 1978           | 3e              | Konstantin Beskov          | Stade central Lénine  | 84 745   |
| Dinamo Tbilissi        | 1936           | 4e              | Nodar Akhalkatsi           | Stade Lénine-Dinamo   | 55 000   |
| Ararat Erevan          | 1966           | 5e              | Arkadi Andreasyan          | Stade Hrazdan         | 69 000   |
| Pakhtakor Tachkent     | 1978           | 6e              | Ishtvan Sekech (en)        | Stade Pakhtakor       | 60 000   |
| Zénith Léningrad       | 1938           | 7e              | Pavel Sadyrine             | Stade Kirov           | 72 000   |
| Torpedo Moscou         | 1938           | 8e              | Valentin Ivanov            | Stade Torpedo         | 16 000   |
| Dniepr Dniepropetrovsk | 1981           | 9e              | Volodymyr Iemets (uk)      | Stade Meteor          | 26 400   |
| Tchernomorets Odessa   | 1974           | 10e             | Viktor Prokopenko          | Stade central         | 30 800   |
| Dinamo Moscou          | 1936           | 11e             | Aleksandr Sevidov          | Stade Dinamo          | 36 540   |
| Metallist Kharkov      | 1982           | 12e             | Yevhen Lemeshko (en)       | Stade Metallist       | 28 000   |
| Torpedo Koutaïssi      | 1982           | 13e             | Inconnu                    | Stade central         | 19 400   |
| Chakhtior Donetsk      | 1973           | 14e             | Viktor Nosov (en)          | Stade Chakhtior       | 31 800   |
| CSKA Moscou            | 1954           | 15e             | Sergueï Chapochnikov (en)  | Stade central Lénine  | 84 745   |
| Neftchi Bakou          | 1977           | 16e             | Kazbek Tuaev               | Stade Vladimir Lénine | 30 000   |
| Žalgiris Vilnius       | 1983           | 1er (D2)        | Algimantas Liubinskas (en) | Stade Žalgiris (en)   | 15 000   |
| Nistru Kichinev        | 1983           | 2e (D2)         | Viktor Korolkov (ru)       | Stade républicain     | 21 580   |

### Changements d'entraîneurs
| Club             | Entraîneur partant          | Date de départ  | Entraîneur arrivant        | Date d'arrivée  |
| ---------------- | --------------------------- | --------------- | -------------------------- | --------------- |
| Žalgiris Vilnius | Benjaminas Zelkevičius (en) | avril 1983      | Algimantas Liubinskas (en) | mai 1983        |
| Dinamo Moscou    | Viatcheslav Soloviov        | 13 mai 1983     | Vadim Ivanov (en)          | 14 mai 1983     |
| CSKA Moscou      | Albert Chesternev           | août 1983       | Sergueï Chapochnikov (en)  | août 1983       |
| Dinamo Minsk     | Eduard Malofeev             | août 1983       | Beniamin Arzamastsev (ru)  | septembre 1983  |
| Nistru Kichinev  | Leonid Chevtchenko (en)     | août 1983       | Viktor Korolkov (ru)       | août 1983       |
| Dinamo Moscou    | Vadim Ivanov (en)           | 28 octobre 1983 | Aleksandr Sevidov          | 29 octobre 1983 |

## Compétition

### Classement
En application de la Loi des 10 nuls, le CSKA Moscou et le Torpedo Koutaïssi se voient retirer deux points pour avoir effectué 12 nuls dans la saison. Le Zénith Léningrad, le Torpedo Moscou et le Dynamo Moscou se voit retirer un point pour les 11 nuls effectués dans la saison. 